# Zgromadzenie na rzecz Republiki (Republika Środkowoafrykańska)
Zgromadzenie na rzecz Republiki (fr. Rassemblement pour la République) – partia polityczna w Republice Środkowoafrykańskiej. Została założona w 2013 roku. Jej liderem jest Alexandre-Ferdinand Nguendet.